# 추리다큐 별순검
《추리다큐 별순검》은 MBC에서 2005년 9월 18일 추석 특집으로 방영된 후 2005년 10월 29일부터 2005년 11월 26일까지 정규 편성되었다. 이후 2006년 1월 28일부터 2006년 1월 29일까지 설 특집으로 방영된 추리다큐 형식의 드라마이다.
한편, 이 작품은 전통적으로 버라이티쇼나 예능 프로그램이 강세를 보이는 토요일 프라임 시간대에 다큐 형식의 드라마가 편성된 이유인지 별다른 주목을 받지 못했다. 그래서인지 정규 편성 5회 만에 조기 종영되었다. 하지만 독특한 소재 때문인지 다시 2006년 설 특집 2부작 〈별순검 - 시린 꽃〉으로 부활되었고, 2007년에 《조선 과학수사대 별순검》이란 제목을 통해 MBC 드라마넷에서 다시 방영을 시작하였다.

## 등장 인물

### 주요 인물
- 정유석 : 김사율(28세) 역 - 순검청의 순검
- 이기영 : 강웅비(33세) 역 - 순검청의 순검
- 조안 : 서은(23세) 역 (아역 한보배) - 순검청의 다모
- 최규환 : 조달환(25세) 역 - 순검청의 순검
- 이재포 : 홍법률(40대 후반) 역 - 순검청의 의료 검사관

### 그 외 인물
- 장대지 : 맹인 의원 역
- 사희 : 최정애 역 - 유씨부인 며느리
- 성인자 : 유씨부인 역
- 김난영
- 전성애
- 단강호
- 서주성
- 주우 : 최종수 역 - 실종된 양반
- 김수빈
- 박기웅 : 최종길 역 - 최종수의 동생
- 한지선
- 민정현
- 이승기 : 영팔 역 - 목 졸려 죽을 뻔한 사람
- 류종하
- 홍혜령
- 김흥수
- 김정하
- 최현숙
- 남현
- 서영탁
- 김수련
- 이관영 : 스님 역
- 이진화
- 유승민 : 박희수 역 - 화재로 죽은 원규의 친구
- 고태산 : 봉팔이 역 - 원규 집 노비
- 한동환 : 김원규 역
- 이경철 : 장성문 역 - 성균관 유생
- 이영미
- 김현정 : 죽은 효정 아씨 역
- 김진호
- 박미숙
- 이철민 : 만석 역
- 안순동
- 길금성
- 김종호
- 이영실
- 김영임 : 매향 역 - 죽은 기생
- 김태훈
- 정석규 : 현길 역 - 살해당한 여인의 남편
- 김유라
- 이경미
- 안신우 : 송정의 역 - 별감
- 김성훈
- 소형준
- 홍송범 : 곰방쇠 장상술 역 - 사당패의 부단장
- 송광일
- 최진호 : 어름산 정두홍 역 - 사당패의 ‘줄타기’꾼
- 윤영목 : 상쇠 유재용 역 - 사당패의 꽹과리 주자
- 최은석 : 화적떼 두목 역
- 이화진
- 김남주
- 김철훈
- 박채익
- 김해곤
- 이한위 : 만복 역 - 말수네 노비
- 한범희 : 홍귀섭 역 - 김봉석과 서충수[4]의 친구
- 박충선 : 말수의 매형 역
- 이금주 : 말수의 어머니 역
- 최정원 : 말수의 누나 역
- 정상훈 : 박말수 역
- 권연우 : 말수의 형수 역
- 이문수
- 김재만
- 김현태
- 박젬마
- 문정아
- 김동석
- 강인아
- 이정주
- 김남희
- 김진서
- 홍성범
- 반혜라
- 안장훈
- 권현민
- 함효상
- 장주연
- 유모세
- 이창호
- 황동식

## 작가진
- 추석특집 조선과학수사대 별순검 : 김은영, 황혜령, 한순정
- 추리다큐 별순검 : 김은영, 황혜령, 한순정, 양진아, 신혜미
- 설특집 별순검 : 신선미, 임정은

## 같이 보기
- 조선 과학수사대 별순검
- 별순검 시즌 1
- 별순검 시즌 2
- 별순검 시즌 3
- 별순검